# Estatuto Político-Administrativo da Região Autónoma dos Açores
O Estatuto Político-Administrativo da Região Autónoma dos Açores (EPARAA) é um diploma legal de natureza para-constitucional que enquadra o regime de autonomia constitucional dos Açores, definindo as competências próprias da administração regional autónoma e a estrutura e funcionamento dos órgãos de governo próprio. O EPARAA é na sua essência uma Constituição Regional dando corpo ao regime autonómico fixado na Constituição da República Portuguesa (CRP) para o arquipélago dos Açores. A Região Autónoma da Madeira goza de estatuto similar.

## Enquadramento constitucional
A CRP prevê no seu artigo 161.º como competência política e legislativa da Assembleia da República a aprovação dos estatutos político-administrativos das regiões autónomas. Os estatutos têm a forma de Lei, neles se definindo, nos termos da CRP, questões essenciais para o regime autonómico como a estrutura dos órgãos de poder próprio, as matérias de interesse específico e o património e poder tributário.

## Forma de aprovação
Reconhecendo o carácter para-constitucional dos estatutos das Regiões Autónomas, o artigo 226.º da CRP fixa um processo especial de aprovação daqueles diplomas, reservando o direito de iniciativa às Assembleias Legislativas das Regiões Autónomas. Assim, os projectos de estatutos político-administrativos são elaborados pelas Assembleias Legislativas e enviados para discussão e aprovação à Assembleia da República; se a Assembleia da República rejeitar o projecto ou lhe introduzir alterações, remete-o à respectiva Assembleia Legislativa para apreciação e emissão de parecer; elaborado o parecer, a Assembleia da República procede à discussão e deliberação final. Igual regime se aplica às alterações dos estatutos.

## Estrutura e conteúdo
O EPARAA actual foi aprovado pela Lei n.º 39/80, de 5 de Agosto, e alterado pela Lei n.º 9/87, de 26 de Março, pela Lei n.º 61/98, de 27 de Agosto, e pela Lei n.º 2/2009, de 12 de Janeiro. Na sua versão actual (terceira revisão) o EPARAA, para além de um preâmbulo, tem 141 artigos, repartidos por 8 títulos:
- Título I — Região Autónoma dos Açores
- Título II — Princípios Fundamentais
- Título II — Regime Económico e Financeiro
- Título IV — Órgãos de Governo Próprio
- Título V — Relação da Região com outras Pessoas Colectivas Públicas
- Título VI — Das Relações Internacionais da Região
- Título VII — Organização das Administrações Públicas
- Título VIII — Revisão do Estatuto

## Matérias de interesse específico
O artigo mais importante, porque definidor dos poderes de autogoverno açoriano é o artigo 8.º, o qual define como matérias de interesse específico, nas quais a legislação açoriana quando exista prevalece, as seguintes: 
(a) Valorização dos recursos humanos e qualidade de vida; 
(b) Património e criação cultural; 
(c) Defesa do ambiente e equilíbrio ecológico; 
(d) Protecção da natureza e dos recursos naturais, bem como da sanidade pública, animal e vegetal; 
(e) Desenvolvimento agrícola e piscícola; 
(f) Recursos hídricos, minerais e termais e energia de produção local; 
(g) Utilização de solos, habitação, urbanismo e ordenamento do território; 
(h) Vias de circulação, trânsito e transportes terrestres; 
(i) Infra-estruturas e transportes marítimos e aéreos entre as ilhas; 
(j) Desenvolvimento comercial e industrial; 
(l) Turismo, folclore e artesanato; 
(m) Desporto; 
(n) Organização da administração regional e dos serviços nela inseridos; 
(o) Política demográfica, de emigração e estatuto dos residentes; 
(p) Tutela sobre as autarquias locais e sua demarcação territorial; 
(q) Orientação, direcção, coordenação e fiscalização dos serviços e institutos públicos e das empresas nacionalizadas ou públicas que exerçam a sua actividade exclusiva ou predominantemente na Região, e noutros casos em que o interesse regional o justifique; 
(r) Regime jurídico e exploração da terra, incluindo arrendamento rural; 
(s) Orla marítima; 
(t) Saúde e segurança social; 
(u) Trabalho, emprego e formação profissional; 
(v) Educação pré-escolar, educação escolar e educação extra-escolar; 
(x) Espectáculos e divertimentos públicos; 
(z) Expropriação, por utilidade pública, de bens situados na Região, bem como requisição civil; 
(aa) Obras públicas e equipamento social; 
(bb) Comunicação social; 
(cc) Investimento directo estrangeiro e transferência de tecnologia; 
(dd) Adaptação do sistema fiscal à realidade económica regional; 
(ee) Concessão de benefícios fiscais; 
(ff) Manutenção da ordem pública; 
(gg) Estatística regional; 
(hh) Outras matérias que respeitem exclusivamente à Região ou que nela assumam particular configuração. O parlamento regional pode ainda transpor directivas da União Europeia para o direito regional e apresentar propostas de Lei.

## História
O actual EPARAA é, apesar de alterações de algum vulto introduzidas em 1987 e 1998, o primeiro estatuto definitivo aprovado na vigência da Constituição de 1976. A sua aprovação, aparentemente consensual entre os maiores partidos portugueses, acabou por desembocar na famigerada guerra das bandeiras que se traduziu num conjunto de graves incidentes protocolares entre os órgão regionais e nacionais e num generalizado mal-estar, apenas ultrapassado pelo decorrer do tempo e pela consolidação do regime autonómico. Ainda assim, mantém-se a inconstitucionalidade da matéria referente ao voto dos açorianos residentes no exterior.
O actual EPARAA substituiu o Estatuto Provisório da Região Autónoma dos Açores, aprovado em pleno período revolucionário pós-25 de Abril pelo Decreto-Lei n.º 318-B/76, de 30 de Abril, e posteriormente alterado pelo Decreto-Lei n.º 427-D/76, de 1 de Junho, diplomas, que na prática fizeram a transição para a actual autonomia democrática.
A criação do conceito de Região (que depois evoluiu para Região Autónoma), em substituição dos três distritos autónomos anteriores (Ponta Delgada, Angra do Heroísmo e Horta) fez-se na esteira da Comissão de Planeamento Regional (criada pelo Decreto-Lei n.º 48905, de 11 de Março de 1969). Utilizando esse conceito embrionário de “região” única, pelo Decreto-Lei n.º 458-B/75, de 22 de Agosto, foi criada a Junta Administrativa e de Desenvolvimento Regional (a Junta Regional), diploma que foi alterado pelo Decreto-Lei n.º 100/76, de 3 de Fevereiro.
Através daquela rápida transição, fruto da Revolução de Abril, o EPARAA actual é herdeiro directo do Estatuto dos Distritos Autónomos das Ilhas Adjacentes, o qual tem a sua génese na autonomia administrativa contida no Decreto de 2 de Março de 1895, diploma promulgado por impulso do açoriano Ernesto Rodolfo Hintze Ribeiro então Presidente do Conselho de Ministros.

## Listagem cronológica dos diplomas estruturantes
Sem levar em conta o período dos donatários e dos Capitães-Generais, em que a autonomia das populações se exercia num âmbito radicalmente diferente, os Açores gozam já 110 anos de autonomia, embora por vezes bem mitigada e durante muito tempo não abrangendo o ex-distrito da Horta (ilhas de Faial, Pico, Flores e Corvo). Essa autonomia assentou nos seguintes diplomas estruturantes:
- Decreto de 2 de Março de 1895 (Diário do Governo n.º 50 de 4 de Março de 1895) — Estabelece a possibilidade dos distritos açorianos requerem, por maioria de 2/3 dos cidadãos elegíveis para os cargos administrativos, a aplicação de um regime de autonomia administrativa baseada na existência de uma Junta Geral (similar àquelas que tinham existido até 1892). O Decreto, da autoria de João Franco, é aprovado em ditadura, sendo ratificado pelas Cortes pela Carta de Lei de 14 de Fevereiro de 1896;
  - Decreto de 18 de Novembro de 1895 (Diário do Governo n.º 262, de 19 de Novembro de 1895) — A requerimento dos cidadãos elegíveis do distrito de Ponta Delgada concede autonomia administrativa àquele distrito e fixa a distribuição por concelho dos procuradores à Junta Geral;
  - Decreto de 6 de Outubro de 1898 (Diário do Governo n.º 226, de 10 de Outubro de 1898) — A requerimento dos cidadãos elegíveis do distrito de Angra do Heroísmo concede autonomia administrativa àquele distrito e fixa a distribuição por concelho dos procuradores à Junta Geral;
- Carta de Lei de 12 de Junho de 1901 (Diário do Governo n.º 131, de 15 de Junho de 1901) — Marca a consagração parlamentar do regime autonómico, correspondendo à primeira discussão nas Cortes desta matéria. Altera o Decreto de 2 de Março de 1895, tornando-o extensivo, a requerimento dos cidadãos elegíveis, ao arquipélago da Madeira. Pouco altera o regime anterior, mas têm claramente um carácter mais centralizador ao fazer depender múltiplas deliberações de aprovação governamental, não lhe fixado prazo para tal (cria um regime de "veto de gaveta");
  - Decreto de 1 de Agosto de 1901 (Diário do Governo n.º 171, de 3 de Agosto de 1901) — Aplica a Carta de Lei de 12 de Junho de 1901 ao Distrito Autónomo de Angra do Heroísmo e fixa o vencimento de alguns dos seus funcionários;
  - Decreto de 19 de Outubro de 1901 (Diário do Governo n.º 239, de 23 de Outubro de 1901) — Aplica a Carta de Lei de 12 de Junho de 1901 ao Distrito Autónomo de Ponta Delgada e fixa o vencimento de alguns dos seus funcionários;
- Lei n.º 88, de 7 de Agosto de 1913 (Diário do Governo n.º 183, de 7 de Agosto de 1913) — Esta lei é a primeira referente à autonomia feita na vigência da Constituição da República de 1911. Não introduz alterações de monta limitando-se, no seu Título VI (artigo 87.º), a manter no essencial o regime do Decreto de 2 de Março de 1895 com as alterações introduzidas pela Carta de Lei de 12 de Junho de 1901. O republicanos açorianos, que durante a fase final da monarquia constitucional defendiam um solução federal (e nalguns casos a independência), não conseguiram fazer vingar os seus pontos de vista;
  - Lei n.º 621, de  23 de Junho de 1916 — Mantém para as ilhas o mesmo regime da Lei n.º 88, de 7 de Agosto de 1913;
  - Lei n.º 1453, de 26 de Julho de 1923 — Mantém para as ilhas o mesmo regime da Lei n.º 88, de 7 de Agosto de 1913;
- Decreto n.º 14 402, de 7 de Outubro de 1927 — Cria o Delegado Especial do Governo da República nos Açores.[5] Este posto é um antecessor directo do lugar de Ministro da República (a partir de 2006, Representante da República). Ocupado pelo coronel faialense Feliciano António da Silva Leal, deu azo a alguma esperança no aprofundamento da autonomia e levou à produção da proposta de lei, nunca sequer discutida no Parlamento, de criar a Província Autónoma dos Açores (mais uma tentativa frustrada de acabar com a divisão distrital). O cargo e os serviços da Delegacia foram extintos pelo Decreto n.º 17 830 de 7 de Janeiro de 1930;
- Decreto n.º 15 035, de 16 de Fevereiro de 1928 (Diário do Governo n.º 39, de 16 de Fevereiro de 1928, republicado no Diário do Governo n.º 48)[6] — Decreto do governo da ditadura nacional saída da revolução de 28 de Maio de 1926, consagrando parte das reivindicações apresentadas ao Delegado do Governo da República. É generoso nos princípios e objectivos, fruto, como sempre na história da autonomia açoriana, do momento de alguma fraqueza do Estado português que então se vivia. Revoga o Decreto de 2 de Março de 1895;
  - Decreto n.º 15 805, de 31 de Julho de 1928 (Diário do Governo n.º 174, de 31 de Julho de 1928) — Marca um profundo retrocesso face ao Decreto n.º 15 305, de 16 de Fevereiro de 1928 (tão efémero que vigorou só 5 meses), eliminando as veleidades autonomistas entretanto alimentadas. É o primeiro diploma sobre autonomia contendo a assinatura de António de Oliveira Salazar, sendo já bem patente a sua marca na vertente financeira;
- Lei n.º 1 967, de 30 de Abril de 1938 (Diário do Governo, I série, n.º 99, de 30 de Abril de 1938) — Depois de uma discussão alargada, envolvendo as Juntas Gerais e a Câmara Corporativa, foi aprovada pela Assembleia Nacional a Lei de Bases da Administração do Território das Ilhas Adjacentes, dando execução ao disposto no artigo 124.º, §2.º, da Constituição de 1933, que dizia a divisão do território das ilhas adjacentes e a respectiva organização administrativa serão reguladas por lei especial;
  - Decreto-Lei n.º 30 214, de 22 de Dezembro de 1939 — Aprova o Estatuto dos Distritos Autónomos das Ilhas Adjacentes desenvolvendo a Lei de Bases da Administração do Território das Ilhas Adjacentes, aprovada pela Lei n.º 1 967, de 30 de Abril de 1938. Foi elaborado por Marcello Caetano que para tal visitou demoradamente as ilhas e reuniu com as forças vivas locais. Estende pela primeira vez o regime autonómico ao Distrito da Horta. Revoga o Decreto n.º 15 035, de 16 de Fevereiro de 1928, e o Decreto n.º 15 805, de 31 de Julho de 1928. Foi influente na elaboração deste diploma o 1.º Congresso Açoriano, que reuniu em Lisboa, de 8 a 15 de Maio de 1938, a nata da intelectualidade açoriana da época;
  - Decreto-Lei n.º 31 095, de 31 de Dezembro de 1940, que aprova o Código Administrativo de 1940, inclui em anexo um Estatuto dos Distritos Autónomos das Ilhas Adjacentes. Este diploma revoga o enquadramento jurídico anterior, consolidando o modelo administrativo que vigoraria durante todo o período do Estado Novo, incluindo, sem prejuízo das alterações operadas pelo Decreto-Lei n.º 36 453, de 4 de Agosto de 1947, o modelo específico dos distritos autónomos das Ilhas Adjacentes;
  - Decreto-Lei n.º 36 453, de 4 de Agosto de 1947 (Diário do Governo n.º 178, de 4 de Agosto de 1947) — Altera alguns artigos do Estatuto dos Distritos Autónomos das Ilhas Adjacentes e faz a sua republicação integral. Vigorou até à criação da Junta Regional dos Açores em 1975;
- Decreto-Lei n.º 48 905, de 11 de Março de 1969 — Cria, para efeitos de planeamento regional, a Região dos Açores, dotada de uma Comissão Consultiva de Planeamento com sede em Angra do Heroísmo, a primeira consagração após o fim da Capitania Geral dos Açores de uma estrutura supra-distrital. Criou o conceito de Região que está na origem da actual Região Autónoma;
- Decreto-Lei n.º 458-B/75, de 22 de Agosto — Cria a Junta Administrativa e de Desenvolvimento Regional (a Junta Regional dos Açores), na sequência do levantamento popular de 6 de Junho de 1975 em Ponta Delgada. Derroga o Estatuto dos Distritos Autónomos das Ilhas Adjacentes e extingue os distritos, criando um órgão administrativo único para os Açores;
  - Decreto-Lei n.º 100/76, de 3 de Fevereiro — Altera o Decreto-Lei n.º 458-B/75, de 22 de Agosto, consolidando a Junta Regional enquanto órgão administrativo dos Açores. Extingue a Comissão de Planeamento Regional criada pelo Decreto-Lei n.º 48 905, de 11 de Março de 1969;
- Decreto-Lei n.º 318-B/76, de 30 de Abril — Aprova o Estatuto Provisório da Região Autónoma dos Açores na sequência da aprovação da Constituição da República Portuguesa de 1976, ocorrida a 2 de Abril de 1976, para entrar em vigor no dia 25 de Abril seguinte. Criou a actual Região Autónoma dos Açores na sequência do fixado na Constituição;
  - Decreto-Lei n.º 427-D/76, de 1 de Junho — Altera o Estatuto Provisório da Região Autónoma dos Açores;
- Lei n.º 39/80, de 5 de Agosto — Aprova o Estatuto Político-Administrativo da Região Autónoma dos Açores na sequência de proposta apresentada pela Assembleia Regional dos Açores. É o primeiro diploma de natureza para-constitucional a reger a autonomia açoriana e o primeiro a ser democraticamente proposto pelo órgão representativo de todo o povo açoriano;
  - Lei n.º 9/87, de 26 de Março — Aprova a primeira revisão do Estatuto Político-Administrativo da Região Autónoma dos Açores;
  - Lei n.º 61/98, de 27 de Agosto — Aprova a segunda revisão do Estatuto Político-Administrativo da Região Autónoma dos Açores.
- Lei n.º 2/2009, de 12 de Janeiro — Terceira revisão do Estatuto Político-Administrativo da Região Autónoma dos Açores (actualmente em vigor).

## Evolução
Em resultado da Lei Constitucional n.º 1/2004, de 24 de Julho, que consolidou e alargou substancialmente a capacidade legislativa do parlamento açoriano, foi concluído o processo de revisão do EPARAA, o qual consolidou o aprofundamento da autonomia política e legislativa, ficando aberto o caminho para a criação de direito regional (i.e. legislação açoriana especificamente concebida para a realidade insular) em praticamente todas as áreas que não correspondem ao núcleo das competências reservadas dos órgãos de soberania, podendo mesmo neste, mediante autorização legislativa a conceder pela Assembleia da República, ser produzido direito próprio. A livre administração dos Açores pelos açorianos, o moto dos autonomistas do século XIX, parece finalmente aproximar-se da realidade política açoriana.